# MedlinePlus
MedlinePlus è un servizio di informazione on-line realizzato dalla statunitense National Library of Medicine. Il servizio fornisce informazioni riguardanti la salute in lingua inglese e spagnolo. Il sito raccoglie informazioni dalla National Library of Medicine (NLM) dal National Institutes of Health (NIH), da altre agenzie governative statunitensi e dalle organizzazioni relative al tema della salute. Vi è anche una versione ottimizzata per la visualizzazione su dispositivi mobili, sia in inglese che in spagnolo. Oltre 150 milioni di persone di tutto il mondo utilizzano MedlinePlus ogni anno. Il servizio è finanziato dalla NLM ed è gratuito.

## Storia
La National Library of Medicine da tempo fornisce programmi e servizi per gli scienziati medici professionisti e agli operatori di assistenza sanitaria. Tra di essi le banche dati PubMed e Entrez. A partire dagli anni 1990, sempre più persone hanno potuto accedere a questi servizi grazie al diffondersi di Internet e anche gli utenti non professionali possono beneficiare di informazioni sanitarie affidabili in un taglio accessibile anche ai laici. MedlinePlus è stato introdotto nell'ottobre 1998 per fornire un servizio in linea non commerciale. Nel 2010 un altro servizio NCBI, PubMed Health, completa MedlinePlus nell'offrire informazioni sul tema sanitario; PubMed Health si concentra soprattutto sulla ricerca di informazioni riguardo all'efficacia clinica dei trattamenti.